# Den Danske Brigade
Den Danske Brigade også kaldt DANFORCE var en militær enhed som blev oprettet i Sverige d. 15. november 1943 under 2. verdenskrig. Den bestod af danske modstandsfolk og militærpersoner som var kommet til Sverige som flygtninge. Brigaden var en del af den danske modstandsbevægelse og dermed under kommando af Frihedsrådet.
Da brigaden var størst, omfattede den cirka 5.000 soldater og lotter, som var fordelt på følgende måde:
Brigadestab
- 4 lette bataljoner
- 1 tung bataljon
- Pionerkommando
- Panserværnskompagni
- Morterkompagni
- Felt- og ordenspoliti
- Brandkommando
- Arbejdskommando
- Motorvognskompagni
- Sanitetskompagni
- Den Danske Flotille
- Flystyrken
- Lottekorps
Brigaden kom til Danmark 5. maj 1945 efter Tysklands kapitulation. Den blev landsat i Helsingør og dagen efter kørt med tog til Hellerup Station, hvorfra den marcherede ind mod København. Uheldigvis var brigadens rute blevet afsløret i aviser og radioen, så under indmarchen blev 4. Bataljon, der skulle bevæge sig til indkvarteringsstedet Matthæusgades Skole, beskudt fra tagene af danskere i tysk tjeneste, hvilket medførte 3 faldne og 14 sårede på brigadens side.
Da bataljonen, klokken cirka 20.15, befandt sig i krydset Jagtvej/Rantzausgade, blev der åbnet ild med automatvåben mod kolonnen – fra husene modsat Landsarkivet og fra hustagene mod nord. Der meldtes også senere om spredt skydning fra Landsarkivets have.
Menig 308 Hirsch Leib Zneider blev dræbt på stedet af et skud i hjertet, mens to andre – menig 236 Freddy Helge Otto Mønsted og menig 4088 Arne Olesen – blev hårdt såret og senere afgik ved døden. Herudover blev 14 andre lettere sårede og en fik shock. Der er rejst en mindesten for de dræbte ved Landsarkivet. Brigaden var bl.a. trænet i bykamptaktikker, og de nedkæmpede fjenden på 20 minutter, hvilket resulterede i 5 dræbte og 4 tilfangetagne kollaboratører.
Brigaden blev indkvarteret på københavnske skoler:
- 1. Bataljon: Havremarkens Skole, Husumgade (Nørrebro)
- 2. Bataljon: Frankrigsgades Skole (Amagerbro)
- 3. Bataljon: Oehlenschlægersgades Skole (Vesterbro)
- 4. Bataljon: Matthæusgades Skole (Vesterbro)

Senere mødte brigaden kun lettere træfninger, og brigaden havde i alt 3 faldne og 25 sårede. Brigaden stod for sikkerheds- og bevogtningsopgaver og blev officielt opløst den 10. juli 1945. Dog forsatte pionerkommandoen med at hjælpe i forbindelse med rydningen af de minefelter som tyskerne havde lavet langs Vestkysten, frem til slutningen af oktober 1945. I alt mistede 22 soldater og lotter livet under uddannelsen i Sverige samt ved tjenesten i Danmark.